# Wherever I Go
«Wherever I Go» — песня американской группы OneRepublic, главный сингл с их четвертого студийного альбома Oh My My. Авторами песни стали Райан Теддер, Брент Катцл и Ноэл Занканелла. Композицию можно причислить к жанрам поп-рок, синтипоп и новая волна.
Видеоклип срежиссирован Джозефом Каном, в нём показан один день из жизни корейского бизнесмена в офисе.

## Информация о песне
Песня заняла 55 место в Billboard Hot 100.
Теддер объяснил, что песня «о неестественной одержимости, нездоровый уровень одержимости».
На BBC Radio 1, Теддер обсуждал, как много трудились OneRepublic, чтобы песня была свежей. «Группе сложно развиваться и одновременно держать человечность в инструментах» — сказал он. «Вы хотите слышать басиста, хотите слышать барабанщика, но вы хотите чтобы музыка звучала современно в то же время».

## Видеоклип
Премьера музыкального видео состоялась 17 мая 2016. Режиссёр Джозеф Кан, продюсер Джил Хардин. В видео, актёр Кеннет Чой играет бизнесмена, который сталкивается с монотонной, бесцветной жизнью, чёрной, белой, серой, на ежедневной основе. Тем не менее, при встрече с женщиной с его работы, он влюбляется в неё, впоследствии кладет портфель, символизирующий идею покинуть регулярность его дня, пресные характеристики о нём, он начинает свой тщательно продуманный и разработанный танец, действие, как правило, не связанное с бизнесом. Его коллеги смотрят на него в ужасе, после чего присоединяются. Тем не менее, он не может ухаживать за женщиной, которой он интересуется. Он принимает секретный ход, где выступает музыкальная группа, чтобы превратить его жизнь в цвет. Когда он идет назад в офис после просмотра на группу, все становится красочным и ярким. В конце видеоклипа было показано, что это был всего-лишь сон наяву, тогда ещё, когда стоял в лифте рядом с женщиной, которую он любит.

## Список композиций
- Цифровая загрузка

1. «Wherever I Go» — 2:49

- Цифровая загрузка ремикс

1. «Wherever I Go» (Danny Dove club edit) — 4:57

- CD сингл

1. «Wherever I Go» — 2:49
2. «Wherever I Go» (Instrumental) — 2:49

## Сертификации
| Регион | Сертификация | Продажи |
| --- | ------------ | ------- |
| Италия (FIMI) | Платиновый   | 50 000  |
| * Данные о продажах приведены только на основе сертификации. · ^ Данные о тиражах приведены только на основе сертификации. · Данные о продажах + прослушиваниях приведены только на основе сертификации. |              |         |

## Участники записи
Запись
- Записано в Revolution Studio, Торонто, Онтарио; в Ритц-Карлтон, Москва, Россия.
- Дополнительная запись в Neptune Valley и Waterloo Studios, в Лос-Анджелесе, Калифорния.
- Микширование в Mixsuite Великобритания.
- Основа в Sterling Sound, Нью-Йорк

Участники записи
- Райан Теддер — автор песни, продюсер
- Брент Катцл — автор песни, продюсер
- Ноэль Занканелла — автор песни, продюсер
- Rich Rich — звукоинженер
- Стив Уилморт — звукоинженер
- Мэттью Триба — помощник звукоинженера
- Марк «Спайк» Стент — миксер
- Мэтти Грин — помощник звукоинженера по микшированию
- Геофф Стефан — помощник звукоинженера по микшированию
- Крис Герингер — основа

## Хронология Выпуска
| Регион  | Дата        | Формат           | Лейбл                                 |
| ------- | ----------- | ---------------- | ------------------------------------- |
| Мировой | 13 мая 2016 | Digital download | Mosley Music Group Interscope Records |
| Мировой | 27 мая 2016 | CD maxi single   | Mosley Music Group Interscope Records |

## Позиции в чартах
| Чарт (2016)                                | Наивысшая позиция |
| ------------------------------------------ | ----------------- |
| Австралия (ARIA)                           | 32                |
| Австрия (Ö3 Austria Top 40)                | 29                |
| Бельгия/Фландрия (Ultratip Bubbling Under) | 16                |
| Бельгия/Валлония (Ultratop 50)             | 45                |
| Канада (Billboard Canadian Hot 100)        | 38                |
| Чехия (Rádio — Top 100)                    | 22                |
| Чехия (Singles Digitál Top 100)            | 17                |
| Дания (Tracklisten Airplay)                | 3                 |
| Франция (SNEP)                             | 78                |
| Германия (GfK)                             | 33                |
| Венгрия (Rádiós Top 40)                    | 23                |
| Венгрия (Single Top 40)                    | 29                |
| Ирландия (IRMA)                            | 39                |
| Италия (FIMI)                              | 17                |
| Latvia (Latvijas Top 40)                   | 6                 |
| Нидерланды (Dutch Top 40)                  | 28                |
| Нидерланды (Single Top 100)                | 39                |
| Новая Зеландия (Recorded Music NZ)         | 34                |
| Польша (Polish Airplay Top 100)            | 22                |
| Португалия (AFP)                           | 38                |
| Шотландия (OCC Scotland)                   | 16                |
| Словакия (Rádio — Top 100)                 | 28                |
| Словакия (Singles Digitál Top 100)         | 21                |
| Slovenia (SloTop50)                        | 28                |
| Sweden (Sverigetopplistan)                 | 29                |
| Швейцария (Schweizer Hitparade)            | 29                |
| Великобритания (OCC UK Singles)            | 29                |
| США (Billboard Hot 100)                    | 55                |
| США (Billboard Adult Contemporary)         | 19                |
| США (Billboard Adult Pop Airplay)          | 11                |
| США (Billboard Pop Airplay)                | 25                |